# Marilyn Mazur
Marilyn Mazur (New York, 1955. január 18. –) amerikai-dán dzsesszzenész, ütős. A Dán Királyi Zeneakadémián szerzett ütőhangszer szakos diplomát.

## Pályafutása
Mazur lengyel, illetve afroamerikai szülőktől származik, akik hatéves korában költöztek vele Dániába. Autodidaktiv módon megtanult zongorázni, de tizenkincéves korában dobolni kezdett − amit Al Foster, Airto Moreira és Alex Riel ihletett. Első zenekarát 1973-ban alapította Zirenes néven. 1978-ban létrehozta a Primit, egy kizárólag nőkből álló színházi zenekart. 1985-ben felkérték, hogy szerepeljen  Palle Mikkelborg mellett, amiből Miles Davis Aura című albuma született. Nem sokkal ezután Miles Davisszel együtt turnézott. Később együtt játszott Gil Evansszel, Wayne Shorterral, Jan Garbarekkel és Makiko Hirabayashival.
Skandináv zenekara, a Shamania csak női zenészekből áll.

## Zenekarvezető
- MM 4, Mazur Markussen Kvartet (1984)
- Marilyn Mazur's Future Song (1992)
- Circular Chant (1995)
- Small Labyrinths (1997)
- Colors with LLL-Mental (1997)
- Jordsange/Earth Songs (2000)
- Poetic Justice with Lotte Anker, Marilyn Crispell (2001)
- All the Birds: Reflecting + Adventurous (2002)
- Daylight Stories (2004)
- Elixir with Jan Garbarek (2008)
- Tangled Temptations & the Magic Box (2010)
- Celestial Circle (2011)
- Flamingo Sky (2014)
- Marilyn Mazur's Shamania (2019)

## Díjak
- 1983: Ben Webster Prize
- 1989: JASA Prize a dán szakújságíróktól
- 2001: Jazzpar Prize
- 2004: Edition Wilhelm Hansens Composer Prize
- 2006: Danish Django dOr
- 2007: Telenor Culture Award
- 2013: The Grethe Kolbe Grant, Danish Conductors Association
- Down Beat magazin: 1989, 1990, 1995, 1997, 1998, 2002